# تانانداوا (آنداپا)
تانانداوا (به لاتین: Tanandava) یک منطقهٔ مسکونی در ماداگاسکار است که در بخش انداپا واقع شده‌است. تانانداوا ۶٬۱۵۲ نفر جمعیت دارد و ۴۹۶ متر بالاتر از سطح دریا واقع شده‌است.